# Rally de Azores de 2010
El Rally de Azores de 2010 fue la 45.ª edición y la séptima ronda de la temporada 2010 del Intercontinental Rally Challenge. Se celebró entre el 15 y el 17 de junio.

## Itinerario y ganadores
| Día                 | Tramo | Hora  | Nombre              | Distancia | Ganador           | Tiempo    | Veloc. media | Líder rally                   |
| ------------------- | ----- | ----- | ------------------- | --------- | ----------------- | --------- | ------------ | ----------------------------- |
| Día 1 (15 de julio) | SS1   | 16:40 | Lagoa/Marques 1     | 14.90 km  | Bruno Magalhães   | 10:14.4   | 87.30 km/h   | Bruno Magalhães               |
| Día 1 (15 de julio) | SS2   | 17:19 | Coroa da Mata       | 7.50 km   | Juho Hänninen     | 6:30.3    | 69.18 km/h   | Bruno Magalhães               |
| Día 1 (15 de julio) | SS3   | 17:55 | Grupo Marques 1     | 2.00 km   | Andreas Mikkelsen | 1:47.3    | 67.10 km/h   | Juho Hänninen                 |
| Día 2 (16 de julio) | SS4   | 10:03 | Batalha Golfe 1     | 7.90 km   | Bruno Magalhães   | 5:48.0    | 81.72 km/h   | Bruno Magalhães               |
| Día 2 (16 de julio) | SS5   | 10:38 | Feteiras 1          | 7.47 km   | Jan Kopecký       | 5:48.5    | 77.16 km/h   | Bruno Magalhães               |
| Día 2 (16 de julio) | SS6   | 11:03 | Sete Cidades 1      | 18.30 km  | Bruno Magalhães   | 13:14.9   | 82.88 km/h   | Bruno Magalhães               |
| Día 2 (16 de julio) | SS7   | 12:57 | Batalha Golfe 2     | 7.90 km   | Juho Hänninen     | 5:39.1    | 83.87 km/h   | Bruno Magalhães               |
| Día 2 (16 de julio) | SS8   | 13:32 | Feteiras 2          | 7.47 km   | Kris Meeke        | 5:40.7    | 78.93 km/h   | Bruno Magalhães               |
| Día 2 (16 de julio) | SS9   | 13:57 | Sete Cidades 2      | 18.30 km  | Bruno Magalhães   | 13:05.9   | 83.83 km/h   | Bruno Magalhães               |
| Día 2 (16 de julio) | SS10  | 15:57 | Lagoa/Marques 2     | 14.90 km  | Juho Hänninen     | 10:03.8   | 88.84 km/h   | Bruno Magalhães               |
| Día 2 (16 de julio) | SS11  | 16:50 | Achada das Furnas 1 | 8.42 km   | Jan Kopecký       | 6:01.2    | 83.92 km/h   | Bruno Magalhães               |
| Día 2 (16 de julio) | SS12  | 17:13 | Lomba da Maia 1     | 7.80 km   | Juho Hänninen     | 4:15.1    | 110.07 km/h  | Bruno Magalhães               |
| Día 3 (17 de julio) | SS13  | 10:17 | Achada das Furnas 2 | 8.42 km   | Juho Hänninen     | 5:51.6    | 86.21 km/h   | Bruno Magalhães Juho Hänninen |
| Día 3 (17 de julio) | SS14  | 10:45 | Graminhais 1        | 20.68 km  | Cancelado         | Cancelado | Cancelado    | Bruno Magalhães Juho Hänninen |
| Día 3 (17 de julio) | SS15  | 11:33 | Tronqueira 1        | 21.94 km  | Bernardo Sousa    | 18:42.2   | 70.38 km/h   | Juho Hänninen                 |
| Día 3 (17 de julio) | SS16  | 13:20 | Grupo Marques 2     | 2.00 km   | Juho Hänninen     | 1:46.6    | 67.54 km/h   | Juho Hänninen                 |
| Día 3 (17 de julio) | SS17  | 15:22 | Lomba da Maia 2     | 7.80 km   | Juho Hänninen     | 4:15.8    | 109.77 km/h  | Juho Hänninen                 |
| Día 3 (17 de julio) | SS18  | 15:53 | Graminhais 2        | 20.68 km  | Jan Kopecký       | 15:29.7   | 80.08 km/h   | Jan Kopecký                   |
| Día 3 (17 de julio) | SS19  | 16:41 | Tronqueira 2        | 21.94 km  | Kris Meeke        | 18:35.5   | 70.81 km/h   | Bruno Magalhães               |

## Clasificación final
| Pos. | Piloto            | Copiloto         | Automóvil                       | Tiempo    | Diferencia | Puntos |
| ---- | ----------------- | ---------------- | ------------------------------- | --------- | ---------- | ------ |
| 1.   | Bruno Magalhães   | Carlos Magalhães | Peugeot 207 S2000               | 2:34:00.4 | 0.0        | 10     |
| 2.   | Kris Meeke        | Paul Nagle       | Peugeot 207 S2000               | 2:35:00.5 | 1:00.1     | 8      |
| 3.   | Juho Hänninen     | Mikko Markkula   | Škoda Fabia S2000               | 2:35:21.1 | 1:20.7     | 6      |
| 4.   | Andreas Mikkelsen | Ola Fløene       | Ford Fiesta S2000               | 2:38:46.0 | 4:45.6     | 5      |
| 5.   | Ricardo Moura     | Sancho Eiró      | Mitsubishi Lancer Evolution IX  | 2:39:22.4 | 5:22.0     | 4      |
| 6.   | Vítor Pascoal     | Mário Castro     | Peugeot 207 S2000               | 2:42:59.1 | 8:58.7     | 3      |
| 7.   | Pedro Vale        | Rui Medeiros     | Mitsubishi Lancer Evolution VII | 2:44:55.7 | 10:55.3    | 2      |
| 8.   | Sérgio Silva      | Paulo Leal       | Subaru Impreza WRX STI          | 2:46:54.9 | 12:54.5    | 1      |

| Predecesor: Ypres 2010 | IRC 2010 | Sucesor: Madeira 2010 |